# 1187

## Догађаји
- 1. мај – Битка код Кресовог врела
- 2-5. јул – Опсада Тиберијаса
- 4. јул – Битка код Хитина

### Октобар
- 2. октобар — Арапски војсковођа и египатски султан Саладин преотео Јерусалим од крсташа, после 88 година под хришћанском влашћу.

### Новембар
- 17. новембар — 1. јануар 1188 – Опсада Тира (1187)

## Смрти
- Алексије Врана

- Папа Гргур VIII

- Константин Манасије

- Ремон III од Триполија

- Папа Урбан III

### Јул
- 4. јул — Рене од Шатијона, антиохијски кнез